# 吉田明央
吉田明央（よしだ あきお、1984年8月1日 - ）は、日本の元アナウンサー。熊本放送社員。
福岡県宗像市出身。2009年入社。

## 来歴
青山学院大学文学部心理学科（現・教育人間科学部心理学科） 卒業後、広告会社に入社したものの、1年弱で退職。就職浪人となったが、二度目の就職活動（アナウンサー試験を受験）でRKKへの採用が決まった。大学を卒業して2年目だった為、受験資格の年齢制限にひっかかり始め、採用試験に応募することさえできないケースの者が多い中、受験できた僅かな局の中から内定の知らせを受けたという。
元TVQ九州放送アナウンサーで、現在フリーアナウンサーの川上政行が代表を務める福岡アナウンススクールにも通っていた（2008年度卒業）。

## 過去の担当番組

### テレビ
- キャッチてれび
- はっ県！くまモンラボ
- Biz!
- 夕方LIVE ゲツキン! -ニュースキャスター兼ニュースリーダー→スポーツコーナー担当

### ラジオ
- Wakey Wakey!（水曜）
- 真夜中のつぶやき（火曜）
- 「とんでるワイド・スポーツワンサカ」（とんでるワイド 大田黒浩一のきょうも元気!内・毎週火曜10:10頃より放送）
- YABAラジ
- キラ星☆ソングズ
- まみとよっしーのマミームメロディ♪ - 進行役